# 성산면 (고령군)
성산면(星山面)은 대한민국 경상북도 고령군의 북동부에 위치한 면이다.

## 행정 구역
| 법정리 | 한자명 | 행정리           | 비고                   |
| ------ | ------ | ---------------- | ---------------------- |
| 강정리 | 江亭里 | 강정리           |                        |
| 고탄리 | 高呑里 | 고탄리           |                        |
| 기산리 | 箕山里 | 기산리           |                        |
| 기족리 | 旗足里 | 기족리           |                        |
| 대흥리 | 大興里 | 대흥리           |                        |
| 득성리 | 得成里 | 득성리           |                        |
| 무계리 | 茂溪里 | 무계리           |                        |
| 박곡리 | 朴谷里 | 박곡1리, 박곡2리 |                        |
| 사부리 | 沙鳧里 | 사부1리, 사부2리 |                        |
| 삼대리 | 三大里 | 삼대1리, 삼대2리 |                        |
| 상용리 | 上龍里 | 상용리           |                        |
| 어곡리 | 於谷里 | 어곡리           | 면 행정복지센터 소재지 |
| 오곡리 | 午谷里 | 오곡리           |                        |
| 용소리 | 龍沼里 | 용소리           |                        |

## 교육
- 성산초등학교 (어곡리)
  - 사부분교 (폐교) - 성산면 사부길 45-14 (사부리)
- 박곡초등학교 (박곡리)
- 성산중학교 (어곡리)